# Stanisław Zarychta

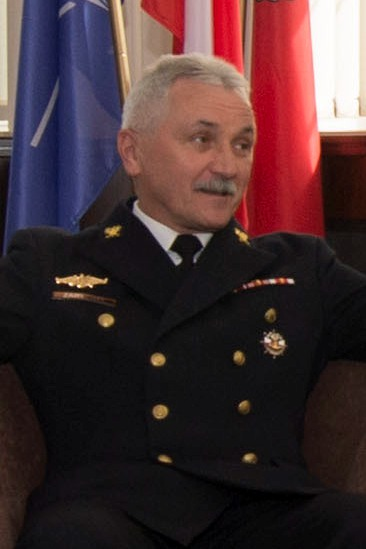
Stanisław Zarychta (2015)

Stanisław Henryk Zarychta (* 9. November 1958 in Czeladź) ist ein pensionierter polnischer Marineoffizier, zuletzt im Range eines Vizeadmirals.

## Leben
Nach dem Abschluss seiner ersten Ausbildung wurde er im Jahr 1978 in die Marineakademie der Helden der Westerplatte in Gdynia aufgenommen. 1983 schloss er sein Studium an der Akademie mit dem akademischen Grad eines Magisters ab, wobei seine Abschlussarbeit als die Beste in seinem Jahrgang ausgezeichnet wurde. 
Er wurde bei gleichzeitiger Ernennung zum Oberleutnant in die polnische Marine ausgemustert. Seine erste Dienststellung war die des Navigationsoffiziers auf der ORP "Hydrograf". 1985 wurde er befördert, verblieb aber auf dem der ORP "Hydrograf". 1987 wurde er zum Stv. Kommandeur des Zwillingsschiffs ORP "Nawigator" ernannt, 1990 kehrte er als Kommandeur auf die ORP "Hydrograf" zurück. 
Nach dem Zusammenbruch des Warschauer Paktes absolvierte er 1992 einen Stabslehrgang an der Royal British Naval Staff Academy in London und 1995 einen Stabslehrgang an der US Naval Command Academy in Newport.
Zwischen 1996 und 1997 diente er als leitender Offizier im Stab der Kriegsmarine in Gdynia, Abteilung 2, Aufklärung. Im Anschluss wurde er zum Kommandeur der Aufklärungsteile der 3. Schiffsflottille in Gdynia ernannt. Unter seinem Kommando wurden die ihm unterstellten Soldaten als die beste Aufklärungseinheit der polnischen Streitkräfte (1998) und mit dem Ehrenzeichen der polnischen Streitkräfte ausgezeichnet (2001). 
1998 wurde er an der Akademie für Nationale Verteidigung in Warschau für den Dienst in NATO-Einrichtungen vorbereitet. 
Im Jahr 2002 übernahm Zarychta den Posten des Kommandeurs der 6. Funkelektronischen Einheit (6 Ośrodka Radioelektronicznego) in Gdynia, ab 2004 war er als N2 (Aufklärung und Elektronische Kampfführung) im Stab der Kriegsmarine beim Kommando der Kriegsmarine eingesetzt. 2005 wurden die ihm unterstellten Soldaten erneut als „führendes Gremium für Aufklärung und Elektronische Kampfführung“ ausgezeichnet. 
Am 15. August 2007 wurde er bei gleichzeitiger Ernennung zum Konteradmiral zum Stv. P2 (Abteilung für Nachrichtenwesen und Aufklärung) des Generalstabs der polnischen Armee ernannt. Am 26. Mai 2008 wechselte er auf den Posten des stellvertretenden Kommandeurs des NATO-Ausbildungszentrums in Bydgoszcz. 
Am 15. August 2010 wechselte er in das Zentrum für Maritime Operationen und diente ab dem 1. Juli 2013 als Befehlshaber des Zentrums für Maritime Operationen und operativer Befehlshaber der Marine (stanowisko Dowódcy Centrum Operacji Morskich – Dowódcy Komponentu Morskiego). Am 26. April 2018 wurde er von seinem Posten entbunden und übergab seine Aufgaben an kmdr Mariusz Kościelski. Gleichzeitig wurde er in den Ruhestand versetzt, lehrt aber zeitweise an der Marineakademie der Helden der Westerplatte. 
Im November 2011 verteidigte er seine Doktorarbeit an der Fakultät für Militärische Führung und Maritime Operationen der Marineakademie der Helden der Westerplatte zum Thema "Die militärischen Strukturen der Nato zum Schutz ihrer Mitgliedsstaaten". Sechs Jahre später, im September 2017, habilitierte er sich an eben derselben Fakultät mit einer Arbeit zum Thema "Atomwaffen im Einsatz zur Landesverteidigung 1945–2015".

## Auszeichnungen
- Verdienstkreuz der Republik Polen in Gold
- Medaille "Streitkräfte im Dienste des Vaterlandes" in Silber
- Medaille "Für Verdienste um die Landesverteidigung" in Gold

## Privates
Er ist verheiratet, hat eine Tochter und einen Sohn und lebt in Gdynia.